# Martín Lasarte

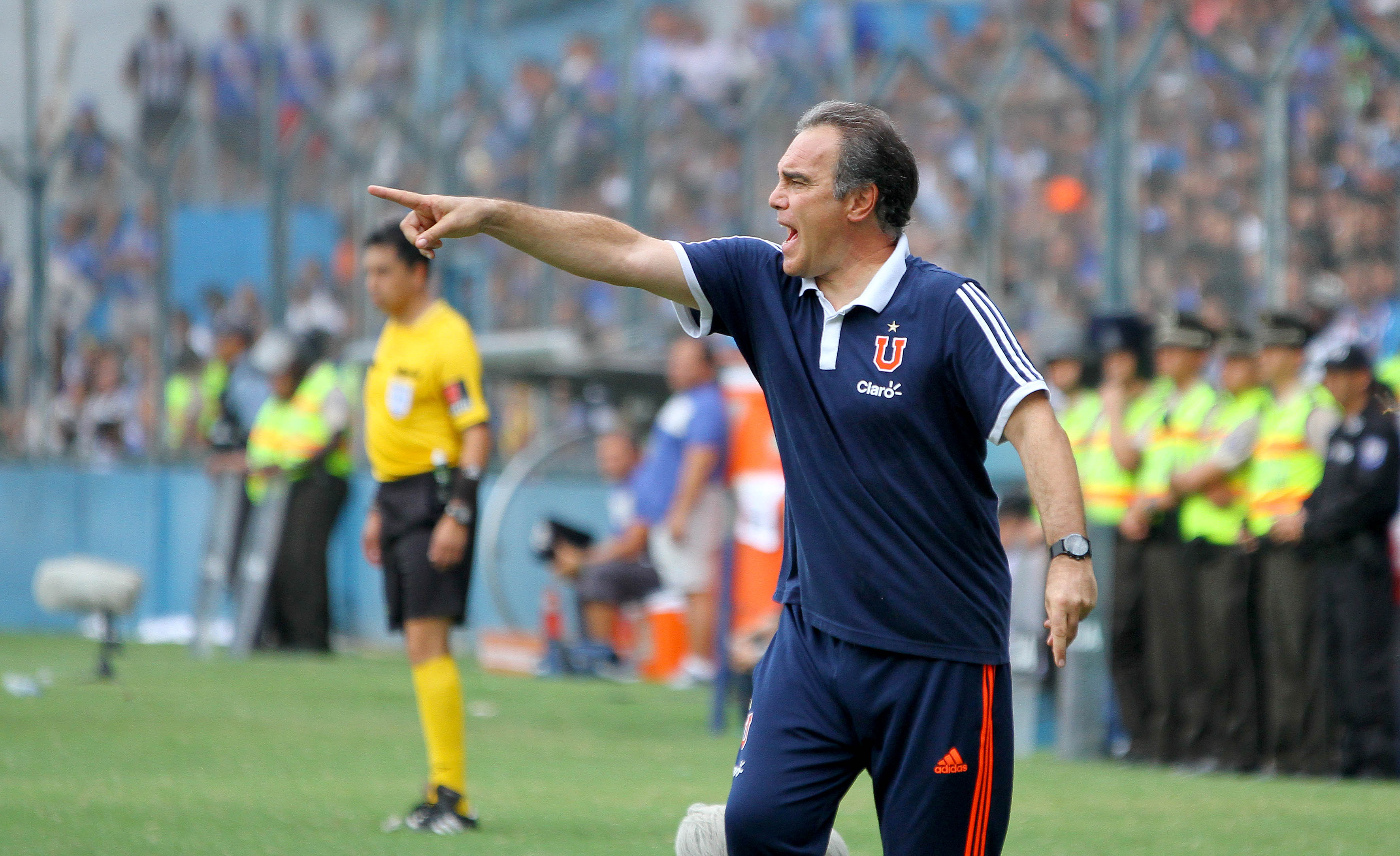
Lasarte im April 2015

Martín Lasarte, vollständiger Name Martín Bernardo Lasarte Arrospide, (* 20. März 1961 in Montevideo) ist ein ehemaliger uruguayischer Fußballspieler und derzeitiger -trainer.

## Karriere

### Spielerlaufbahn
Der 1,80 Meter große Defensivakteur „Machete“ Lasarte, der auch im Besitz der spanischen Staatsangehörigkeit ist, gehörte von 1976 bis 1979 der Jugendmannschaft des Club Atlético Rentistas an. Er stand von 1980 bis 1985 im Kader der ersten Mannschaft zunächst in der Primera División und ab 1981 in der Segunda División und wirkte bei den Montevideanern als Mannschaftskapitän. 1986 spielte er für den Erstligisten Central Español. 1987 folgte ein Engagement bei den Rampla Juniors, bei denen er ebenfalls das Kapitänsamt übernahm. 1988 gehörte er Nacional Montevideo an. Mit den „Bolsos“ gewann er in jenem Jahr die Copa Libertadores 1988 und den Weltpokal. Während er in der Copa Libertadores mindestens in der Gruppenphase zum Einsatz kam und ein Eigentor bei der 1:6-Niederlage gegen den kolumbianischen Verein Millonarios FC beisteuerte, lief er in den Weltpokalspielen nicht auf. Auch holten die Montevideaner am 6. Februar 1989 die Recopa Sudamericana.
1989 setzte er in der Spielzeit 1988/89 seine Karriere in Spanien bei Deportivo La Coruña fort. Bei den Spaniern debütierte er unter Trainer Arsenio Iglesias am 26. Februar 1989 mit einem Startelfeinsatz beim Spiel gegen CD Teneriffa in der Segunda División. In seiner ersten Saison in Spanien absolvierte er 16 Zweitligaspiele. In den Spielzeiten 1989/90 und 1990/91 folgten 36 (ein Tor) bzw. 35 (kein Tor) Einsätze in der zweithöchsten spanischen Spielklasse. Während man in der Saison 1989/90 in den beiden Aufstiegsspielen gegen Teneriffa, an denen er ebenfalls mitwirkte, noch unterlag, sicherte man sich in der Folgesaison den direkten Aufstieg in die Primera División. Dort bestritt er in der Spielzeit 1991/92 35 Erstligapartien (kein Tor) und zwei Relegationsspiele gegen Betis Sevilla. Sodann kehrte er nach Uruguay zurück und stand von 1993 bis 1994 bei Defensor Sporting unter Vertrag. Am Ende seiner Karriere spielte er 1995 nochmals bei Rentistas und 1996 bei den Rampla Juniors. Bei seinen vier letzten Vereinsstationen diente er erneut als Mannschaftskapitän.

### Trainertätigkeit
Nach der aktiven Karriere schlug Lasarte eine Laufbahn als Trainer ein. 1996 waren die Rampla Juniors sein erster Verein, den er als Verantwortlicher betreute. Diese Mannschaft coachte er auch 1997. 1998 und 1999 trainierte er Rentistas, mit denen er im ersten Jahr Vizemeister wurde. Dem folgten Engagements von 2000 bis 2001 bei Bella Vista und von November 2002 bis März 2003 in den Vereinigten Arabischen Emiraten bei Al Wasl. Am 20. Mai 2003 löste er Fernando Morena als Trainer bei River Plate Montevideo ab. Mit den Montevideanern stieg er 2004 als Zweitligameister in die höchste uruguayische Spielklasse auf. 2005 gewann er als Trainer von Nacional Montevideos die Uruguayische Meisterschaft jener Zwischensaison und wiederholte diesen Erfolg in der Saison 2005/06, der ersten nach der Umstellung im uruguayischen Fußball auf den europäischen Saisonrhythmus. 2007 stand er als Trainer beim kolumbianische Klub Millonarios FC, von 2008 bis 2009 beim Danubio FC unter Vertrag. Von Juli 2009 bis Mai 2011 war er Trainer bei Real San Sebastian in Spanien. Dort stand er in insgesamt 80 Ligaspielen und drei Partien der Copa del Rey in der Verantwortung. Er gewann in der Spielzeit 2009/10 die Meisterschaft in der Liga Adelante und stieg mit dem Team in die Primera División auf. Die folgende Erstligasaison beendete seine Mannschaft auf dem 15. Tabellenplatz. Im Juni 2012 übernahm er die Trainingsverantwortung beim chilenischen Verein Universidad Católica. Die Chilenen betreute er bis Dezember 2013. Von Juli 2014 bis Dezember 2015 war er Trainer bei Universidad de Chile. Im Juni 2016 übernahm er erneut die Cheftrainerrolle bei Nacional Montevideo. Nach seinem Engagement bei Al-Ahly Kairo in Ägypten wurde Lasarte im Februar 2021 Trainer der chilenischen Nationalmannschaft.

### Erfolge
- Weltpokal: 1988
- Copa Libertadores: 1988
- Recopa Sudamericana: 1989
- Uruguayischer Meister: 2005, 2005/06